# Stéphane De Groodt

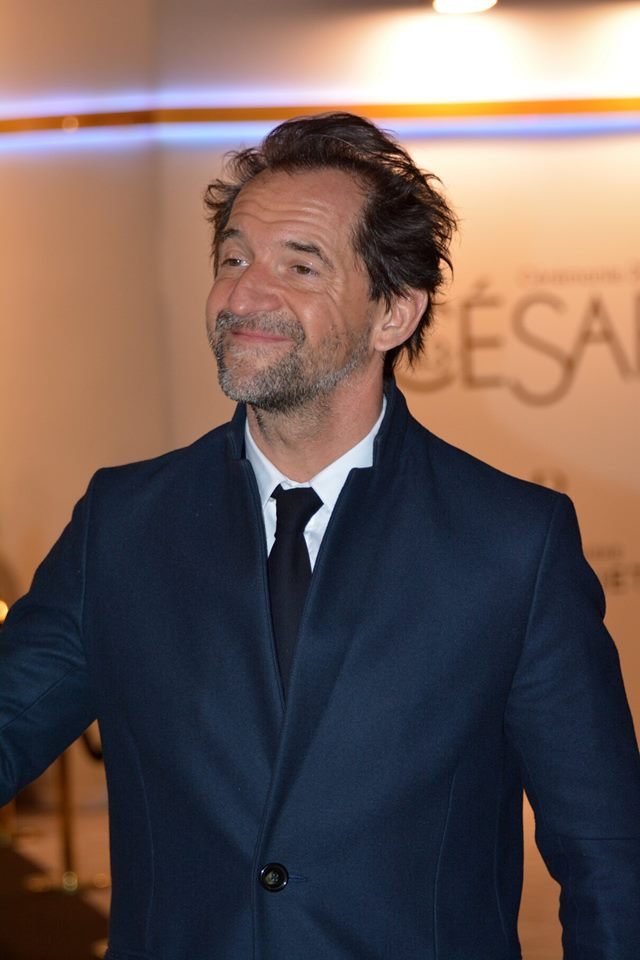
Stéphane De Groodt 2018

Stéphane De Groodt (* 3. März 1966 in Brüssel) ist ein belgischer Schauspieler.

## Leben
Stéphane De Groodt studierte in Brüssel Geisteswissenschaften. Währenddessen entdeckte er sein Interesse für die Schauspielerei. Anschließend arbeitete er für mehrere Theater, bevor er 1994 in Martine Dugowsons Drama Mina Tannenbaum neben Romane Bohringer und Elsa Zylberstein in einer kleinen Nebenrolle als Filmschauspieler debütierte.
De Groodt fuhr in seiner Freizeit Autorennen, unter anderem startete er beim 24-Stunden-Rennen von Spa-Francorchamps 1991.

## Filmografie (Auswahl)
- 1994: Mina Tannenbaum
- 2004: 25 Grad im Winter (25 degrés en hiver)
- 2005: Der Eindringling (De indringer)
- 2005: Saint-Jacques… La Mecque (Saint-Jacques… La Mecque)
- 2008: Asterix bei den Olympischen Spielen (Astérix aux Jeux Olympiques)
- 2010: Spurlos (Sans laisser de traces)
- 2014: Nur eine Stunde Ruhe! (Une heure de tranquillité)
- 2014: My Old Lady
- 2016: Fannys Reise (Le Voyage de Fanny)
- 2017: Miss Mobbing (Corporate)
- 2018: Ein Volk und sein König (Un peuple et son roi)
- 2018: Le Jeu – Nichts zu verbergen (Le jeu)
- 2022: Bigbug